# إدوارد نجيرينتي
إدوارد نجيرينتي (مواليد 22 فبراير 1973) هو اقتصادي وسياسي رواندي. يشغل منصب رئيس وزراء رواندا ، منذ 30 أغسطس 2017 ، بعد أن تم تعيينه من قبل رئيس رواندا، بول كاغامه.